# Râul Lunca, Olt
Râul Lunca este un curs de apă, afluent al râului Olt. 

## Hărți
- Harta județului Harghita
- Harta Munții Harghita  Arhivat în 20 iulie 2008, la Wayback Machine.